# Assaupamar
L'ASSAUPAMAR, (ASsociation pour la SAUvegarde du PAtrimoine MARtiniquais), est une association de protection de la nature et de l'environnement à la Martinique créée en 1981, membre territorial de la fédération France Nature Environnement.

## Slogan et logo
Son slogan est : « Tè sé bwa – Bwa sé dlo – Dlo sé lavi » (La terre c’est la forêt – La forêt c’est l’eau – L’eau c’est la vie).
Son logo représente un manikou, et une branche (feuilles et des fruits) de courbaril.

## Création
Cette association est créée en 1981, par Garcin Malsa (nationaliste, ex-indépendantiste) et Pierre Davidas. Elle est agréée depuis 1986 .
Elle fait suite au Comité de Défense des Salines (CDS) créé en 1974, à l'Association de Sauvegarde des Mangroves de la Martinique (ASMM) puis à l'ASsociation pour la SAUvegarde du PAtrimoine du SUd de la Martinique (ASSAUPASU) en 1981[réf. nécessaire].
Elle est membre de la fédération France Nature Environnement.

## Objectifs
Selon l'objet de ses statuts, l'ASSAUPAMAR « milite pour la préservation et la défense :
- des droits de l'homme
- de la sante et de la sécurité des hommes, des femmes et des enfants contre les risques naturels et technologiques majeurs
- du cadre de vie et l'environnement
- des espèces animales et végétales de la Martinique, du sol, du sous-sol et des forêts
- des eaux marines, terrestres et souterraines
- des mangroves, étangs, marais et autres zones humides
- du domaine public maritime, des 50 pas géométriques et des îlets
- des métiers respectant le cycle écologique.

Et aussi : 
- défendre, protéger et mettre en valeur, agir pour préserver les conditions de développement durable et solidaire du pays, la biodiversité par la maîtrise de l’urbanisme et de l’aménagement du territoire notamment. »[6].

L’ASSAUPAMAR contribue à faire évoluer la jurisprudence française en matière environnementale par ses actions au tribunal administratif, dirigées contre des documents administratifs qui portent atteinte aux écosystèmes, et/ou aux possibilités de développement durable du territoire martiniquais.
Le 1er décembre 1992, lors d'une audience devant le tribunal administratif de Fort-de-France, le commissaire du Gouvernement justifie la recevabilité de l'action de l'ASSAUPAMAR en déclarant « qu'elle œuvre dans le cadre de l'intérêt général au lieu et place du préfet qui n'a pas cru devoir utiliser, de façon critiquable, les prérogatives que lui confère l'exercice du contrôle de la légalité ».
Dans son rapport de présentation, le SAR (Schéma d'Aménagement Régional) de Martinique approuvé par décret du Conseil d'État du 23 décembre 1998 expose que « Des associations pour la protection de la nature se sont constituées et interviennent très fréquemment pour exiger que les projets d'aménagement soient élaborés dans le respect des normes ; 90 % des recours déposés au Tribunal Administratif de Fort-de-France à l'encontre d'un projet d'aménagement ou d'un document d'urbanisme émanent de l'une d'entre elles : l'ASSAUPAMAR. »
Depuis 2018, l'ASSAUPAMAR a décidé de muscler son action et la porte désormais résolument devant la juridiction pénale, à laquelle elle fait des signalements et devant laquelle elle se constitue partie civile. Elle a obtenu par exemple la condamnation de communautés de communes, d'opérateurs de distribution d'eau, d'industriels, de société commerciales ou de particuliers pour des faits d'exploitation d'ouvrages non conformes malgré mise en demeure, de pollution, d'atteinte à l'environnement, de publicité encourageant la circulation avec des VTM en dehors des lieux autorisés, de défrichement illégal, d'abandon de déchets ou encore d'infraction urbanistique...

## Domaines d'action
L’ASSAUPAMAR est précurseur en Martinique en matière de sensibilisation et d’éducation sur :
- Les risques naturels majeurs ;
- La protection de l'Étang des Salines contre un projet de création de 11.400 chambres[10] ;
- La protection de la mangrove (Génipa dès 1974 avec l’ASMM) ;
- Les dangers des pesticides (en 1987 – MOCAP - interdiction stricte le 18 mai 2017)[11] ;
- Le développement durable et solidaire (congrès de 1990 – présence au Sommet de Rio en 1992) ;
- La pollution électromagnétique (radar de Rivière-Pilote en 1996) ;
- L’empoisonnement au chlordécone (alerte sur la toxicité depuis le rapport BALLAND-MESTRES-FAGOT[12] en 1998 ; plainte pour empoisonnement, complicité d'empoisonnement et mise en danger de la vie d’autrui[13] en 2007) ;
- La libre circulation sur le littoral (Le Robert en 1991 ; Sainte-Luce en 2007[14] et depuis 2019[15]) ;
- La protection des terres agricoles, de la nature, du littoral...

### Actions emblématiques
Certaines actions de l'ASSAUPAMAR sont couronnées de succès, comme par exemple :
- La préservation de l’écosystème de Grand Macabou (arrêt de l’exploitation en carrière de sables par Rothschild, 1988) ;
- La préservation de la Pointe Borgnesse au Marin menacée par un projet hôtelier de grande envergure (1994) ;
- La protection des récifs coralliens et des écosystèmes de la baie de Fort-de-France (Grande Sèche, modification du projet de Grand Port Maritime, 2000) ;
- La protection de la Grande Rivière (à Grand-Rivière 2001-2004) ;
- La protection des terres agricoles (obtention par les actions associatives de l’interdiction par la Région d’installation de centrales de photovoltaïque au sol, 2010-2015) ;
- La maîtrise de l'urbanisme (annulation du PLU de Ducos[16] en 2021, abrogation partielle du SCOT de la CAESM[17] en 2022)...

## Participations
L’ASSAUPAMAR participe à une vingtaine de commissions institutionnelles, dont :
- la Commission Départementale de Préservation des Espaces Naturels, Agricoles et Forestiers (CDPENAF)
- le Conseil Départemental de l'Environnement et des Risques Sanitaires et Technologiques (CODERST)
- Le Conseil Économique, Social, Environnemental, de la Culture et de l'Éducation de Martinique (CESECEM)
- le Conseil Maritime Ultramarin du Bassin Antilles (CMUBA)
- la Commission Régionale de la Forêt et du Bois (CRFB)
- l'Observatoire Martiniquais de la Biodiversité  (OMB)
- l'Office de l'Eau (ODE)

L’ASSAUPAMAR est consultée par des porteurs de projets, et des aménageurs, en amont, pour s’assurer de s’inscrire dans le développement durable[réf. nécessaire].
L’ASSAUPAMAR est sollicitée par des particuliers pour chercher un accompagnement dans la protection de leurs intérêts écologiques et sociaux[réf. nécessaire].